# АС (провід)
Провід марки АС призначений для передачі і розподілу електричної енергії в повітряних електричних мережах. Застосовується в атмосфері повітря типів I і II за умови вмісту в атмосфері сірчистого газу не більше 150 мг/м2 — доба (1,5 мг/м3) на суші усіх макрокліматичних районів по ГОСТ 15150-69 виконань УХЛ, окрім ТС і ТБ.

## Застосування
Провід неізольований переважно використовується для ліній електропередач, для ліній електрифікованого транспорту, на підстанціях і розподільних пристроях, в розподільних колах електричних машин і приладів, де як ізолятор використовується повітряне середовище.

## Конструкція
Провід складається із сталевого сердечника і алюмінієвих проволок, які скручені правильною однонаправленою скруткою.

## Основні технічно-експлуатаційні характеристики
- температура експлуатації від −60 ºС до +40 ºС;
- допустима температура нагрівання жил не більше +90 ºС;
- мінімальний радіус згинання не менше 10 зовнішніх розмірів проводу;
- термін експлуатації: не менше 45 років.

## Основні марки
АС-10, АС-16, АС-25, АС-35, АС-50, АС-70, АС-95